# Kentarō Sakai
Kentarō Sakai (jap. 栄井 健太郎, Sakai Kentarō; * 19. Mai 1975 in der Präfektur Fukuoka) ist ein ehemaliger japanischer Fußballspieler.

## Karriere
Sakai erlernte das Fußballspielen in der Schulmannschaft der Higashi Fukuoka High School und der Universitätsmannschaft der Kansai-Universität. Seinen ersten Vertrag unterschrieb er 1998 bei den Avispa Fukuoka. Der Verein spielte in der höchsten Liga des Landes, der J1 League. Für den Verein absolvierte er 25 Erstligaspiele. Ende 1999 beendete er seine Karriere als Fußballspieler.